# Susanne im Bade (1936)
Susanne im Bade ist eine deutsche Filmkomödie aus dem Jahr 1936, die unter der Regie von Jürgen von Alten entstand. Die Hauptrollen verkörperten Manja Behrens, Max Gülstorff, Erich Fiedler und Ursula Herking. Der Titel des Films leitet sich von der biblischen Erzählung der Susanna im Bade ab.

## Handlung
Die Schüler einer Kunstakademie fahren gemeinsam mit dem Maler Schrack, der an der Schule als Dozent unterrichtet, ans Meer, um hier neue Motive zu finden. Der Plan war, dass dort Hein, ein älterer Fischer, den Studenten mit seinem Ölzeug als Modell am Meer zur Verfügung gestanden hätte. Trotz seiner festen Zusage am Abend zuvor, nimmt Hein beim Anblick der vielen jungen Kunststudentinnen Abstand von seinem Angebot. Als Alternative für Hein stellt sich aber der Kunstschüler Peter als „Fischermodell“ am Meer seinen Mitschülern zur Verfügung. Die Schüler nutzen den Aufenthalt an der See auch um im Meer schwimmen zu gehen. Maler Schrack skizziert bei dieser Gelegenheit die Schülerin Gussy Alfgen im Badeanzug am Strand liegend. 
In seinem Atelier in der Kunstschule fertigt Schrack nach dieser Skizze ein Aktgemälde von Gussy an, auf dem sie aber nicht zu erkennen ist, da das porträtierte Mädchen nicht zum Betrachter des Bildes schaut. Die Kunstschüler erblicken zufällig das Aktbild, erkennen aber auch nicht ihre Mitschülerin Gussy als Porträtierte. Sie sind von dem Gemälde (sie nennen das Bild „Susanne im Bade“) sehr begeistert und bedrängen Schrack dieses bei der bevorstehenden Ausstellung der Schule zu präsentieren. Schrack verweigert aber hierzu seine Einwilligung. Auch eine Intervention durch Direktor Knispel, dem Leiter der Schule, kann Schrack nicht umstimmen.
Gussy Alfgen ahnt zu diesem Zeitpunkt nichts von „ihrem“ Porträtgemälde. Sie wird von ihrem Vater Hofrat Alfken gedrängt ihrem Bräutigam Bruno Kanitz mehr Beachtung und Aufmerksamkeit zu schenken. Hofrat Alfgen teilt Gussy zudem mit, dass sie nach seiner Auffassung nur eine mittelmäßige Begabung für die Malerei habe. Schrack versichert aber gegenüber Gussy, dass sie über sehr viel malerisches Talent verfüge.
Nachdem die übrigen Kunstschüler es durch eine List erreicht haben, das besagte Gemälde in der Ausstellung zu platzieren, sind nunmehr die Besucher und Kunstkritiker von dem Aktbild begeistert. Bei dem bevorstehenden Ateliersfest soll Schrack nun angemessen umjubelt werden. Erika Knispel, die Tochter von Direktor Knispel und ebenfalls dortige Kunstschülerin, fällt zufälligerweise die ursprüngliche Skizze von der bekleideten Gussy in die Hände. Da sie von Schrack als Malerin untalentiert bezeichnet wurde, sinnt sie auf Rache und versendet anonyme Schreiben, in denen behauptet wird, dass eine Schülerin für den Akt Modell gestanden hat. Zudem hat Erika alle Tombolalose für das Ateliersfest dergestalt manipuliert, als das alle den Text "Das Modell ist Gussy Alfken" enthalten.
Schrack gesteht Gussy, dass sie das Modell für das Gemälde gewesen sei. Über diese Tatsache ist sie sehr erfreut. Leider kann er aber die ursprüngliche Skizze der bekleideten Gussy nicht mehr finden. Diese wäre aber für seine Reputation sehr wichtig, da er damit beweisen könne, Gussy im angezogenen Zustand (Badeanzug) skizziert zu haben. Die Mitschüler ahnen inzwischen, dass ihre Mitschülerin Erika hinter den anonymen Wortmeldungen steckt. Sie locken Erika daraufhin unter einem Vorwand in einen Wald, wo sie gesteht die Urheberin der Briefe bzw. der manipulierten Lose zu sein. Mit der von Erika übergegebenen Skizze geht Gussy zu Schrack und beide fallen sich in die Arme.

## Produktionsnotizen
Die Dreharbeiten zu Susanne im Bade fanden 1936 an der Ostsee, in Berlin und in den Tobis-Ateliers in Berlin-Johannisthal statt. Die Uraufführung war am 31. Dezember 1936 im Ufa-Theater Kurfürstendamm und dem Union Theater Friedrichstraße. Am 15. Dezember 1936 erging durch die nationalsozialistische Filmprüfstelle ein entsprechendes Jugendverbot für den Film. Susanne im Bade wurde 1936 von der Tobis Europa Film AG als Verleih in die Kinos gebracht.
Die Bauten stammen von den Filmarchitekten Gustav A. Knauer und Alexander Mügge. Der verantwortliche Tonmeister war Hans Grimm und die Musik für den Film komponierte Harald Böhmelt. Wolfgang Staudte, der spätere erfolgreiche Regisseur, verkörperte hier als Schauspieler eine Nebenrolle als Schüler Fritz.

## Rezeption
„Die Skizze eines Mädchens im Badeanzug verursacht in einem biederen Städtchen einen handfesten Skandal. Der Lehrer einer Malschule, der sie bei einem Badeausflug mit seinen Schülerinnen fertigte, gerät ins Kreuzfeuer heftiger Kritik, da er anhand dieser Skizze ein Aktbild schuf. Eine heitere Moralpredigt gegen übereifrige Moralapostel.“

„[…] ein Lustspiel um Prüderie und bürgerliche Scheinmoral […]“